# Rata naturală a șomajului
Rata naturală a șomajului este un concept economic dezvoltat în special de către Milton Friedman și Edmund Phelps în anii '60, ambii câștigători ai premiului Nobel în economie. În ambele cazuri, dezvoltarea conceptului este citată ca principala motivație din spatele atribuirii premiului. Conceptul reprezintă ipotetica rată a șomajului în concordanță cu echilibrul producției pe termen lung, în absența fricțiunilor (dezechilibrelor) temporare precum incompleta ajustare (la echilibrul pe termen lung) a prețului muncii sau a prețurilor altor bunuri. Rata naturală a șomajului corespunde, prin urmare, ratei șomajului din perspectiva economiei clasice, când salariul real se află în echilibrul stabilit de piață, iar singurul șomaj existent este cel voluntar (i.e. cei care aleg să nu muncească pentru salariul real oferit de piață). Este determinată în principal de ofertă, și, prin urmare, de capacitățile de producție și instituțiile economice existente. Dacă aceste instituții crează nepotriviri continue pe piața muncii sau rigidități ale salariului real, rata naturală a șomajului poate include și șomajul involuntar. Rata naturală a șomajului este o combinație de șomajul fricțional și șomajul structural, care persistă într-o economie eficientă, atunci când piețele muncii și ale resurselor sunt în echilibru pe termen lung.
Apariția de tulburări (exp.: schimbările ciclice în activitatea investițională) va cauza devierea continuă a ratei actuale a șomajului de la rata naturală, și determinarea ei de factorii cererii agregate conform teoriei Keynesiene. Implicația de politică economică este aceea că rata naturală a șomajului nu poate fi permanent redusă prin gestionarea factorilor cererii agregate (inclusiv prin politică monetară), însă gestionarea corectă a acestor factori poate juca un rol în stabilizarea variației ratei actuale a șomajului. Reducerea ratei naturale a șomajului trebuie, conform naturii conceptului, obținuta prin intermediul politicilor structurale direcționate spre oferta de piață. Potrivit mai multor sondaje de opinie, până la 75% din economiști, sunt, în general, de acord cu afirmația, "Există o rată naturală a șomajului către care economia tinde pe termen lung."

## Dezvoltarea
În timp ce Friedrich von Hayek a argumentat că încercarea de atingere a ratei naturale a șomajului (i.e. a ocupării complete a forței de muncă voluntare) poate declanșa o inflație galopantă, declarația clasică cu privire la rata naturală a șomajului apare  în adresarea lui Milton Friedman la cea de-a XVIII-a întâlnire anuală a Asociației Americane de Economie (1968):
"La orice moment în timp, există un nivel al șomajului care are proprietatea de a fi consistent cu echilibrul în structura salariilor reale ... Rata naturală a șomajului ... este nivelul care ar fi identificat de sistemul de ecuații Walrasian a echilibrului general, presupunând că acestea iau în considerare caracteristicile reale și structurale ale pieței muncii și piețelor de mărfuri, inclusiv imperfecțiunile piețelor, variabilitatea aleatoare în cadrul cererii și ofertei, costurile legate de colectarea de informații despre locurile de muncă vacanțe, disponibilitățile de muncă, costurile de mobilitate, și așa mai departe."
Cu toate acestea, afirmațiile sale au rămas în stadiul de viziune – Friedman nu a compus niciodată un model cu toate aceste proprietăți. Când a ilustrat ideea de rată naturală a șomajului, a folosit înțelegerea academică comună a modelului pieței muncii  , care a fost, în esență, asemenatoare cu cea propusă de Don Patinkin. Conform acesteia, există o piață a muncii competitivă, unde atât oferta cât și cererea de muncă depind de salariul real și rata naturală a șomajului este pur și simplu echilibrul concurențial când cererea egalează oferta. Implicit, în viziunea lui, rata naturală a șomajului este unică: există o singură pereche a nivelului de producție și de ocupare a forței de muncă care desemnează echilibrul căutat.

## Curba Phillips
Milton Friedman a susținut că o rată naturală a inflației poate fi obținută cu ajutorul curbei lui Phillips. Aceasta arată că salariile tind să crească atunci când șomajul este scăzut. Friedman a susținut că inflația variază direct cu creșterile salariale, construindu-și argumentul pe credința larg răspândită că există o relație inversă între inflație și șomaj. Această credință are implicația practică de a permite reducerea permanentă a ratei șomajului prin politici de creștere a cererii agregate și, prin urmare, printr-o mai mare inflație.
Friedman și Phelps s-au opus acestei idei din considerații teoretice, remarcând că dacă rata șomajului ar putea fi redusă continuu, unele variabile aferente, precum salariul real, ar trebui să sufere la rândul lor schimbări permanente unidirecționale. O astfel de ipoteză se bazează pe iraționalitatea sistematică de pe piața muncii, de vreme ce inflația și-ar face resimțit efectul în cele din urmă, anihilând modificările din cadrul salariului real și șomajului. Prin urmare, scăderea ratei șomajului ar putea fi atinsă numai atâta timp cât inflația salarială și așteptările inflaționiste rămân în urma inflației reale. Acest lucru ar fi însă doar temporar. În cele din urmă, rata șomajului ar reveni la o rată determinată de factori reali, independenți de rata inflației. Potrivit lui Friedman și Phelps, curba Phillips este, prin urmare, verticală pe termen lung, politicile de expansiune a cererii cauzând în acest caz exclusiv inflație, fără să afecteze (permanent) șomajul. 
Milton Friedman spune că principalele cauze de abatere a ratei șomajului de la rata naturală sunt date de așteptările (i.e. previziunile) eronate ale pieței. Pentru Friedman, afirmația că există o unică rată Naturală a șomajului este echivalentă cu ideea că există un singur nivel al șomajului la care inflația poate fi anticipată în totalitate (i.e. când inflația așteptată se regăsește complet în inflația actuală). Edmund Phelps s-a concentrat în determinarea ratei șomajului pe structurile și fricțiunile pieței forței de muncă, care ar duce la modificările cererii agregate, alimentând inflația, și pe așteptările (prognozările) eronate ale participanților. De asemenea, teoriile sale au oferit perspective în explicarea cauzelor existenței ratelor naturale a șomajului ce par a fi prea mari (i.e. criterii de deosebire între șomajul structural și cel clasic).

## Critici
Principala critică adusă acestui concept este lipsa dovezilor empirice, de vreme ce Milton Friedman însuși a spus că "nu putem ști (în avans) care este rata naturală a șomajului". Ipoteza ratei naturale a șomajului presupune existența unui echilibru unic al șomajului. De remarcat faptul că Milton Friedman însuși n-a scris niciodată un model explicit de determinare a acestei rate (în prelegerea oferită cu ocazia decernării premiului Nobel se folosește de modelul universal acceptat al pieței muncii). Alții au susținut că ar exista mai multe echilibre naturale: de exemplu, din cauza externalităților (v. Diamond coconut model) poate exista un întreg interval al ratelor naturale ale șomajului, mai degrabă decât o valoare unică.
Potrivit lui Roger Fermier de la UCLA, ipoteza în care, după un șoc, rata șomajului se întoarce la așa-numita "rată naturală' nu este demonstrată de datele istorice.

## Vezi și
- Curba Phillips
- Armata de rezervă a forței de muncă

## Legături externe
- SUA Rata Naturală a Șomajului (pe Termen Lung), 1949-prezent
- SUA Rata Naturală a Șomajului (pe Termen Scurt), 1949-prezent